# 東京都立小岩高等学校
東京都立小岩高等学校（とうきょうとりつ こいわこうとうがっこう）は、東京都江戸川区本一色三丁目に所在する都立高等学校。

## 概要
1962年に団塊の世代による高校進学者数の増加や総武線沿線を中心とする江戸川区の進展に伴い、新設校として開校。学校群制度時代は江戸川と64群を組み、第六学区では両国・墨田川・小松川に次ぐ進学校として、早慶・国立大学と数十人単位で進学者を輩出していたが、近年は主要国立大学0人、早慶1人程度である。
東京23区内にある高校では珍しく、体育館が二つある。図書室の資料の数は都内の高校の中でトップレベルである。校地面積は約28,000m2。
現在は生徒指導に力を入れており、2011年度（平成23年度）より標準服から制服へ変更される。

## 沿革
- 1962年
  - 12月1日 - 東京都立小岩高等学校として設置、校長辞令交付（江戸川高校内に開設事務所設置）。
  - 12月5日 - 第1学年生徒募集（全日制普通科男女各225名、計450名、9学級編成／定時制普通科・商業科各50名、2学級編成）。
- 1963年
  - 3月1日 - 全日制入学選抜学力検査を江戸川区立松江第三中学校で実施（学区合同選抜制度導入）。
  - 3月31日 - 校地造成工事・鉄筋校舎3階建第1期工事完工。
  - 4月1日 - 東京都立江戸川高等学校小岩分校廃止により、第2学年以上226名を本校定時制に転入。
  - 4月5日 - 校章、校旗、制服制定。
  - 4月10日 - 第1回入学式・開校式・第1期工事落成式及び記念祝賀会挙行。全日制男女236名、計472名入学。
  - 4月16日 - 定時制第1学年普通科・商業科各55名、計110名入学。
  - 11月4日 - 鉄筋校舎3階建第2期工事完工。
  - 12月2日 - 創立1周年記念式挙行、校歌制定。
- 1964年3月7日 - 定時制第1回卒業式（普通科40名、商業科25名、計65名）。
- 1965年5月3日 - 第3期工事完工。
- 1966年
  - 2月15日 - 体育館完工。
  - 3月5日 - 校舎落成祝賀式挙行。
- 1967年
  - 3月 - 学校群制度導入、江戸川高校と64群を組む。
  - 3月10日 - 東京都立小岩高等学校後援会（卒業生の父母の会）結成。
- 1969年3月2日 - 第5期改築工事完工。
- 1970年2月10日 - プール建設工事完工。
- 1971年3月31日 - 定時制食堂完工。
- 1974年
  - 7月15日 - 緑化事業に伴う植栽工事（高木類67本・低木類322本）完工。
  - 8月7日 - 校庭芝生植付工事完工。
- 1981年
  - 4月1日 - 第1学年が10学級編成となる。
  - 10月1日 - 新校舎に移転。
- 1982年
  - 2月 - グループ合同選抜制度導入。
  - 11月2日 - 創立20周年・校舎改築落成記念式挙行。
- 1992年11月28日 - 創立30周年記念式典挙行。
- 1994年2月 - 単独選抜制度導入。
- 1997年2月8日 - 千葉市で教員が殺害される（後述）。
- 2002年12月14日 - 創立40周年記念式典挙行。
- 2006年4月1日 - 標準服改訂、44期生から着用。
- 2009年3月31日 - 定時制閉課。

## 教諭強殺事件
1997年2月8日午後8時半頃、この学校の教諭が千葉市の自宅の庭先で胸を刺され、うつぶせになって死んでいるのが見つかった。またこの教諭の自宅から出ていく不審な男が目撃されており、遺族は私費で懸賞金を用意して情報を募っている。詳細は「千葉市都立高校教諭強盗殺人事件」を参照。

## 交通
- JR総武線新小岩駅より徒歩15分
- 京成バス
  - 新小71 「本一色」下車 徒歩5分
  - SS08 「上一色中学校」下車 徒歩5分

## 著名な出身者
- 吉田照美（フリーアナウンサー、元文化放送アナウンサー）
- 大竹しのぶ（女優）
- 風間俊介（タレント、俳優）
- あろひろし（漫画家）
- 白石麻子（元おニャン子クラブ）
- 森中直樹（NHKアナウンサー）
- 石井茂樹（元俳優）
- 村岡昌憲（プロ釣り師）
- 荒井（旧姓・加藤）明夫（大東文化大学教授）
- 大関れいか（YouTuber、女優、元Viner）
- 橘家文蔵 (3代目)（落語家）
- 宮島達男（現代美術家）
- 中町JP（YouTuber）